# Amazona farinosa meridional
L'amazona farinosa meridional (Amazona farinosa) és una espècie d'ocell de la família dels psitàcids que habita la selva humida i boscos de ribera principalment de la part septentrional d'Amèrica del Sud.

## Descripció
L'amazona farinosa meridional té una longitud total d’uns 38–41 cm i pesa 540–700 g. Els exemplars captius solen ser més pesats. Es troba entre els lloros més grossos de les Amèriques, principalment superada pels guacamais grossos. La cua és relativament curta i de forma quadrada, com fan els altres membres del gènere Amazona.
L'amazona farinosa meridional és principalment verda. L’esquena i la nuca solen tenir un toc blanc; Gairebé com si s’hagués cobert en una fina capa de farina (d’aquí el nom). La meitat distal de la cua és més pàl·lida i groga que la meitat basal, donant lloc a un aspecte bicolor. En el vol es mostra una vora de color blau blavós fins a l'ala i un mirall (especulum) visible. De vegades, algunes plomes grogues són evidents a la part superior del cap.

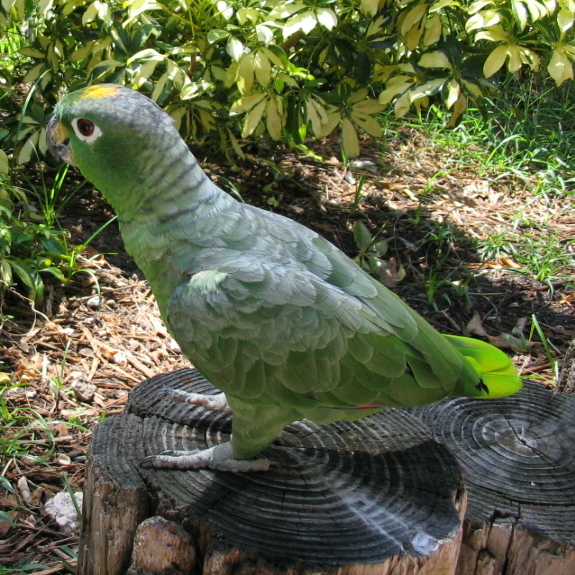
Observeu la textura característica ("farina") sobre la part posterior i el clatell.

A Amèrica del Sud, se sol confondre amb l’amazona fontgroga (A. ochrocephala), però es pot reconèixer per la mida més grossa, menys groga a la corona (no del tot fiable, ja que pot mostrar una mica de corona groga o pot ser gairebé cap), el tint blanc del plomatge i l'anell ocular blanc més ample. Les vocalitzacions també són sorprenentment diferents.

## Distribució i hàbitat
L'amazona farinosa meridional es troba a l’Amèrica Central tropical i a l’Amèrica del Sud. Freqüenta zones humides fins al bosc semi humit (només rarament al bosc caducifoli) i les plantacions. A les regions dominades per hàbitats oberts/secs, està restringit al bosc de ribera o pot estar completament absent.

## Comportament
L'amazona farinosa meridional és social i es pot trobar en parelles o en estols grans. Fins i tot se sap que interactuen amb altres lloros, com ara els guacamais. Normalment, són tranquils, però poden ser sorollosos al capvespre i al matí. En captivitat, són coneguts com un dels més gentils i més tranquils de totes les amazones.

### Reproducció
Un cop arriben a la maduresa sexual solen formar relacions monògames amb una sola parella. Cada any el festeig comença generalment a principis de primavera i la femella sol pondre tres o quatre ous blancs en un niu construït en una cavitat d'un arbre. La femella incuba els ous durant uns vint-i-sis dies. El mascle regurgita els aliments per alimentar la femella durant el període d’incubació, i més tard per als pollets també. Els pollets deixen el niu uns seixanta dies després de l'eclosió.

### Alimentació
La dieta de l'amazona farinosa meridional consisteix principalment en fruites, llavors, baies, fruits secs, flors i brots de fulles.

## Estat i conservació
És bastant comú en la major part de l'àrea de distribució, però ha disminuït localment a causa de la pèrdua de l’hàbitat i la captura pel comerç de lloros salvatges. El tràfic d'ocells (com per a les mascotes exòtiques) és il·legal a moltes nacions, però les espècies encara enviades com contraban als Estats Units des de Mèxic. En algunes zones, les amazones es cacen com aliment. L'amazona farinosa meridional de vegades s’alimenta de cultius humans (sobretot de blat de moro) i es pot considerar una plaga de cultiu.
L'amazona farinosa meridional és criat en captivitat amb certa regularitat. De vegades es manté com a lloro de companyia i els propietaris diuen que tenen un temperament tranquil, suau, dòcil i afectuós cap als humans.

## Taxonomia
L'amazona farinosa meridional va ser descrita per Georges-Louis Leclerc, Comte de Buffon, el 1780, en el seu Histoire Naturelle des Oiseaux a partir d'un exemplar recollit a Caiena, Guaiana Francesa. L'ocell també es va il·lustrar en una placa de color gravada a mà per François-Nicolas Martinet a Planches Enluminées D'Histoire Naturelle, que va ser produïda sota la supervisió d'Edme-Louis Daubenton per acompanyar el text de Buffon. Ni el subtítol de la placa ni la descripció de Buffon van incloure un nom científic, però el 1783, el naturalista holandès Pieter Boddaert va encunyar el nom binomial Psittacus farinosus al seu catàleg de Planches Enluminées.
L'amazona farinosa meridional es col·loca ara al gran gènere neotropical Amazona que va ser introduït pel naturalista francès René Lesson el 1830. L’espècie és monotípica.
L’epítet específic farinosa prové del llatí «farinosus» que significa “enfarinat”.
Es reconeixen tres subespècies:
- A. f. guatemalae (Sclater, 1860) - des del sud-est de Mèxic fins a Hondures.
- A. f. virenticeps (Salvadori, 1891) - Nicaragua, oest de Panamà.
- A. f. farinosa (Boddaert, 1783) - zona tropical d'Amèrica Central i a Amèrica del Sud.

El Manual dels ocells del món (HBW) i Birdlife International consideren A. f. guatemalae espècie de ple dret (amazona farinosa septentrional, A. guatemalae) sobre la base de la divergència profunda de l'MTDNA i les diferències en la morfologia. Tanmateix i malgrat la profunda divergència de l’ADNm, les dues espècies de lloro, aparentment, demostren una àmplia zona integrada morfològica a Panamà i no són diferents. Vegeu NACC 2023-A-16.